# اريك شيلتون
اريك شيلتون (بالإنجليزية: Eric Shelton)‏ هو لاعب كرة قدم أمريكية أمريكي، ولد في 23 يونيو 1983 في ليكسينغتون في الولايات المتحدة.

## وصلات خارجية
- اريك شيلتون على موقع مرجع كرة القدم المحترفة.كوم (الإنجليزية)